# Leucothoe venetiarum
Leucothoe venetiarum is een vlokreeftensoort uit de familie van de Leucothoidae. De wetenschappelijke naam van de soort is voor het eerst geldig gepubliceerd in 1950 door Giordani- Soika.